# Det Danske Filminstitut
Det Danske Filminstitut (DFI) è un'agenzia governativa alle dipendenze del Ministero della Cultura danese, istituita nel 1972 in sostituzione del precedente Filmfonden, con lo scopo di amministrare il sostegno statale alla cinematografia del paese. Det Danske Filminstitut ha sede nella Filmhuset, situata in Gothersgade 55 a Copenaghen. L'edificio ospita, fra l'altro, la Cinemateket, una libreria e biblioteca di ricerca, lo studio cinematografico e televisivo Film-X, e il ristorante SULT. La sede è stata inaugurata ufficialmente nel 1996 con il festival Animani 96. Nel 2014 ha avuto avvio il servizio di streaming Filmcentralen, dedicato ai cortometraggi e ai documentari.

## Finalità
Nel 1997 l'istituto è stato accorpato (sotto la denominazione comune Det Danske Filminstitut) con Statens Filmcentral (nata nel 1938 con lo scopo di contrastare la produzione commerciale di film nel paese) e Det Danske Filmmuseum, seguendo la mission di promuovere, secondo le indicazioni di legge ("Filmloven"), "l'arte e la cultura filmica e cinematografica" in Danimarca. Ciò comporta i seguenti compiti:
- Erogare finanziamenti per l'elaborazione di sceneggiature, lo sviluppo, produzione, promozione e presentazione, nonché assicurare la distribuzione di film danesi;
- diffondere la conoscenza in Danimarca di film danesi ed esteri, e promuovere la vendita e la conoscenza di film danesi all'estero;
- assicurare la conservazione di film e relativo materiale documentario, raccogliere letteratura cinematografica e televisiva, assicurare la ricerca e renderne accessibili al pubblico i risultati;
- predisporre un'ampia offerta di attività rivolte al pubblico concernenti il film;
- favorire il dialogo fra i vari rami afferenti al film ed informare sulle attività dell'istituto;
- promuovere l'arte filmica sperimentale a livello professionale e lo sviluppo di talenti mediante attività di laboratori;
- provvedere alla produzione di film illustrativi a finalità pedagogiche.

## Direzione

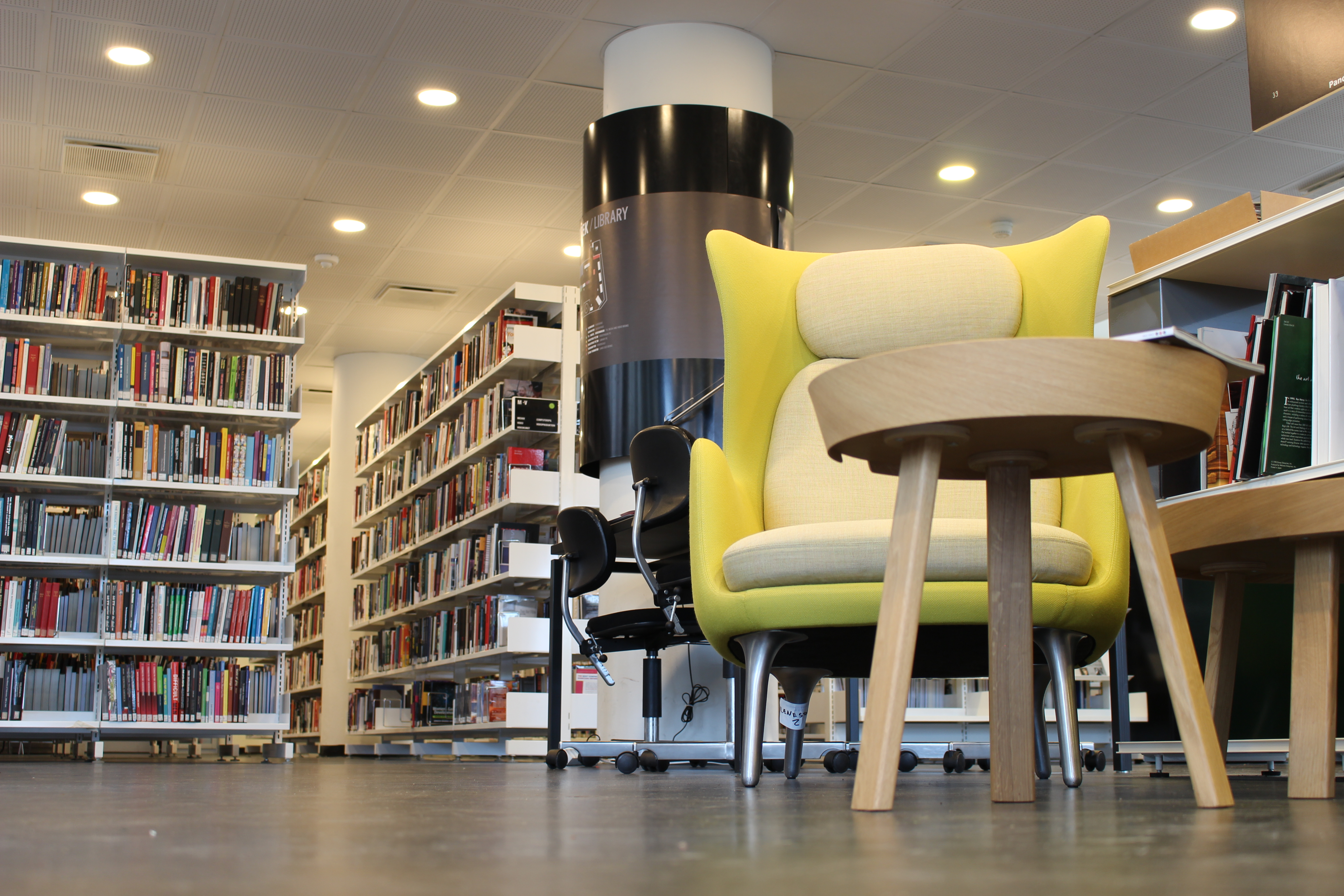
Biblioteca del Det Danske Filminstitut

Dal 15 maggio 2017, e con validità fino al 14 maggio 2021, il comitato direttivo dell'istituto consiste di: presidente (formand): Anders Kronborg; vicepresidente (næstformand): carica attualmente vacante (in precedenza ricoperta da Lennart Lajboschitz); e di: Søren Friis Møller, Eva Novrup Redvall, Karsten Ohrt, Peter Zinck, Birgit Granhøj. Il direttore amministrativo è Claus Ladegaard.

## Organizzazione
DFI è articolato nelle seguenti sottodivisioni e ripartimenti: Personale (comunicazione); Sostegno economico (Fiction, Documentari, International, Sostegno, Gioco, New Danish Screen); Filmhus (Cinematek, Archivi e Digitalizzazione, Bambini e giovani, Amministrazione, IT & AV)

### Archivi e digitalizzazione
Il ripartimento Archivi e Digitalizzazione ha lo scopo di assicurare l'operatività degli archivi cinematografici, compresi gli archivi di immagini e di locandine, le collezioni di studi e gli archivi di film di Glostrup e St. Dyrehave. I depositi legali di materiale filmico sono di pertinenza del reparto, così come la conservazione, la digitalizzazione, e la messa a disposizione di film.

## Filmcentralen
Filmcentralen è il servizio di streaming di Det Danske Filminstitut dedicato a cortometraggi e documentari.
Il servizio è stato avviato il 10 aprile 2014 e contiene sia film nuovi che pellicole del passato, digitalizzate, per bambini e di fruibilità generale. I film sono prevalentemente di produzione o co-produzione danese, con una minore percentuale di film esteri. Filmcentralen consta di due sezioni: 'Filmcentralen / For Alle' ("per tutti") og 'Filmcentralen / Undervisning' ("didattica").
I materiali di 'Filmcentralen/For Alle' sono di libero accesso e possono essere visionati online. Comprendono informazioni sui film, articoli correlati, complessi tematici e suggerimenti su come avere accesso ad una serie di ulteriori materiali filmici, ad esempio attraverso la rete bibliotecaria 'Filmstriben'.
'Filmcentralen/'Undervisning' si rivolge alle scuole primarie e superiori del paese. Per accedere al materiale filmico si richiede un abbonamento; sono invece a libera disposizione sussidi didattici e l'enciclopedia filmica digitale.